# Campionati tedeschi di sci alpino 2004
I Campionati tedeschi di sci alpino 2004 si sono svolti a Sankt Moritz (in Svizzera) dal 20 al 27 marzo. Il programma ha incluso gare di discesa libera, supergigante, slalom gigante e slalom speciale, tutte sia maschili sia femminili.
Trattandosi di competizioni valide anche ai fini del punteggio FIS, vi hanno partecipato anche sciatori di altre federazioni, senza che questo consentisse loro di concorrere al titolo nazionale tedesco.

## Risultati

### Uomini

#### Discesa libera
| Pos. | Atleta           | Nazione   | Tempo   |
| ---- | ---------------- | --------- | ------- |
| 1    | Florian Eckert   | Germania  | 1:34,45 |
| 2    | Peter Strodl     | Germania  | 1:34,70 |
| 3    | Stefan Stankalla | Germania  | 1:34,77 |
| 4    | Johannes Stehle  | Germania  | 1:34,80 |
| 5    | Martin Kraus     | Germania  | 1:35,10 |
| 6    | Wolfgang Rieder  | Germania  | 1:35,26 |
| 7    | Roman Rätze      | Germania  | 1:35,32 |
| 8    | Borek Zakouřil   | Rep. Ceca | 1:35,73 |
| 9    | Stephan Keppler  | Germania  | 1:36,20 |
| 10   | Andreas Horn     | Germania  | 1:36,33 |

Data: 26 marzo

#### Supergigante
| Pos. | Atleta           | Nazione     | Tempo   |
| ---- | ---------------- | ----------- | ------- |
| 1    | Finlay Mickel    | Regno Unito | 1:20,57 |
| 2    | Justin Johnson   | Stati Uniti | 1:20,85 |
| 3    | Craig Branch     | Australia   | 1:20,89 |
| 4    | Florian Eckert   | Germania    | 1:20,93 |
| 4    | Wolfgang Rieder  | Germania    | 1:20,93 |
| 6    | Borek Zakouřil   | Rep. Ceca   | 1:21,30 |
| 7    | Andreas Ertl     | Germania    | 1:21,31 |
| 8    | Martin Kraus     | Germania    | 1:21,33 |
| 9    | Stefan Stankalla | Germania    | 1:21,48 |
| 10   | Johannes Stehle  | Germania    | 1:21,77 |

Data: 27 marzo

#### Slalom gigante
| Pos. | Atleta           | Nazione       | Tempo   |
| ---- | ---------------- | ------------- | ------- |
| 1    | Andreas Ertl     | Germania      | 2:23,38 |
| 2    | Felix Neureuther | Germania      | 2:23,39 |
| 3    | Peter Strodl     | Germania      | 2:24,13 |
| 4    | Marc Berthod     | Svizzera      | 2:24,18 |
| 5    | Akira Sasaki     | Giappone      | 2:24,45 |
| 6    | Stefan Stankalla | Germania      | 2:25,03 |
| 7    | Claudio Sprecher | Liechtenstein | 2:25,07 |
| 8    | Christoph Dreier | Austria       | 2:25,33 |
| 9    | Wolfgang Rieder  | Germania      | 2:25,62 |
| 10   | Markus Eberle    | Germania      | 2:25,65 |

Data: 20 marzo

#### Slalom speciale
| Pos. | Atleta              | Nazione   | Tempo   |
| ---- | ------------------- | --------- | ------- |
| 1    | Alois Vogl          | Germania  | 1:37,89 |
| 2    | Stefan Kogler       | Germania  | 1:38,64 |
| 3    | Martin Kroisleitner | Austria   | 1:39,51 |
| 4    | Andreas Ertl        | Germania  | 1:39,89 |
| 5    | Christoph Dreier    | Austria   | 1:40,05 |
| 6    | Ondřej Bank         | Rep. Ceca | 1:40,49 |
| 7    | Daniel Hutter       | Austria   | 1:41,37 |
| 8    | Philipp Meysel      | Germania  | 1:42,35 |
| 9    | Raphael Himmelsbach | Germania  | 1:42,60 |
| 10   | Stefan Hemetsberger | Austria   | 1:42,79 |

Data: 21 marzo

### Donne

#### Discesa libera
| Pos. | Atleta              | Nazione     | Tempo   |
| ---- | ------------------- | ----------- | ------- |
| 1    | Petra Haltmayr      | Germania    | 1:37,89 |
| 2    | Monika Bergmann     | Germania    | 1:39,69 |
| 3    | Gina Stechert       | Germania    | 1:40,21 |
| 4    | Fanny Chmelar       | Germania    | 1:40,79 |
| 5    | Leanne Smith        | Stati Uniti | 1:42,04 |
| 6    | Monika Springl      | Germania    | 1:42,41 |
| 7    | Katrin Faschian     | Germania    | 1:42,61 |
| 8    | Nina Perner         | Germania    | 1:42,71 |
| 9    | Theresia Jocher     | Germania    | 1:43,47 |
| 10   | Miroslava Škubalová | Rep. Ceca   | 1:43,66 |

Data: 26 marzo

#### Supergigante
| Pos. | Atleta              | Nazione     | Tempo   |
| ---- | ------------------- | ----------- | ------- |
| 1    | Maria Riesch        | Germania    | 1:22,21 |
| 2    | Petra Haltmayr      | Germania    | 1:23,03 |
| 3    | Fanny Chmelar       | Germania    | 1:25,65 |
| 4    | Nina Perner         | Germania    | 1:25,76 |
| 5    | Gina Stechert       | Germania    | 1:26,21 |
| 6    | Leanne Smith        | Stati Uniti | 1:26,34 |
| 7    | Marion Steeb        | Germania    | 1:27,08 |
| 8    | Monika Springl      | Germania    | 1:27,17 |
| 9    | Carolin Fernsebner  | Germania    | 1:27,26 |
| 10   | Miroslava Škubalová | Rep. Ceca   | 1:28,06 |

Data: 27 marzo

#### Slalom gigante
| Pos. | Atleta             | Nazione  | Tempo   |
| ---- | ------------------ | -------- | ------- |
| 1    | Martina Ertl       | Germania | 2:06,74 |
| 2    | Maria Riesch       | Germania | 2:07,59 |
| 3    | Hilde Gerg         | Germania | 2:08,02 |
| 4    | Monika Bergmann    | Germania | 2:08,35 |
| 5    | Petra Haltmayr     | Germania | 2:08,76 |
| 6    | Carolin Fernsebner | Germania | 2:09,06 |
| 7    | Kathrin Hölzl      | Germania | 2:09,57 |
| 8    | Eva Burger         | Germania | 2:09,74 |
| 9    | Anja Blieninger    | Germania | 2:09,99 |
| 10   | Manuela Suitner    | Austria  | 2:10,07 |

Data: 21 marzo

#### Slalom speciale
| Pos. | Atleta          | Nazione  | Tempo   |
| ---- | --------------- | -------- | ------- |
| 1    | Monika Bergmann | Germania | 1:32,34 |
| 2    | Annemarie Gerg  | Germania | 1:32,35 |
| 3    | Martina Ertl    | Germania | 1:32,37 |
| 4    | Kathrin Hölzl   | Germania | 1:32,55 |
| 5    | Maria Riesch    | Germania | 1:33,41 |
| 6    | Anja Blieninger | Germania | 1:34,47 |
| 7    | Fanny Chmelar   | Germania | 1:34,88 |
| 8    | Sandra Gini     | Svizzera | 1:35,50 |
| 9    | Eliane Volken   | Svizzera | 1:35,60 |
| 10   | Sabrina Raich   | Austria  | 1:35,63 |

Data: 20 marzo